# Morning Glory (アルバム)
『Morning Glory』（モーニング グローリー） は、1990年9月21日に発売された竹内まりやの5枚目の非公認ベスト・アルバム。発売元は RCA / RVC。

## 解説
- 竹内まりや5枚目の非公認ベスト・アルバム。
- 竹内がRCAに所属していた頃に山下達郎が作詞、作曲、編曲のいずれかに参加した曲で構成されている。
- 2025年現在、発売されているのは1997年に再販されたもののみである。

## チャート成績
- オリコンチャートでは最高48位、登場週は5週で、2.1万枚を売り上げた。

## 収録曲
🖋️=作詞、♫=作曲、♪=編曲
1. 夏の恋人 （🖋️♫）
1枚目のオリジナル・アルバム『BEGINNING』からの収録。
2. 涙のワンサイデッド・ラヴ （♪）
3枚目のシングル『September』のB面曲。
3. ブルー・ホライズン （♫♪）
2枚目のオリジナル・アルバム『UNIVERSITY STREET』からの収録。
4. ドリーム・オブ・ユー 〜レモンライムの青い風〜 （♪）
2枚目のシングル。
2枚目のオリジナル・アルバム『UNIVERSITY STREET』に収録されているアルバム・バージョン。
5. さよならの夜明け （♫）
4枚目のシングル『不思議なピーチパイ』のB面曲。
6. Every Night （♫）
4枚目のオリジナル・アルバム『Miss M』からの収録。
7. Morning Glory （🖋️♫）
6枚目のシングル『Sweetest Music』のB面曲。
8. ラスト・トレイン （♫♪）
5枚目のオリジナル・アルバム『Portrait』からの収録。
9. 悲しきNight & Day （♪）
7枚目のシングル『イチゴの誘惑』のB面曲。
10. リンダ （♪）
アン・ルイスへの提供曲。
5枚目のオリジナル・アルバム『Portrait』からの収録。
11. ウエイトレス （♫♪）
5枚目のオリジナル・アルバム『Portrait』からの収録。
12. Special Delivery 〜特別航空便〜 （♪）
8枚目のシングル。

## 関連作品
- 非公認ベスト・アルバム
  - RE-COLLECTION
  - RE-COLLECTION II
  - RE-COLLECTION III
  - Best Pack